# Туреччина на літніх Олімпійських іграх 1952
Туреччина брала участь у Літніх Олімпійських іграх 1952 року в Гельсінкі (Фінляндія) в сьомий раз за свою історію, і завоювала дві золоті та одну бронзову медалі. Країну представляв 51 спортсмен (усі — чоловіки).

## Медалісти
| Медаль | Спортсмен     | Вид спорту | Дисципліна                                   |
| ------ | ------------- | ---------- | -------------------------------------------- |
| Золото | Хасан Геміджі | Боротьба   | Чоловіки, боротьба вільна боротьба, до 52 кг |
| Золото | Байрам Шит    | Боротьба   | Чоловіки, боротьба вільна боротьба, до 62 кг |
| Бронза | Аділь Атан    | Боротьба   | Чоловіки, боротьба вільна боротьба, до 87 кг |